# Антонов, Илья (футболист)
Илья́ Анто́нов (эст. Ilja Antonov; 5 декабря 1992 года, Таллин) — эстонский футболист, полузащитник клуба «Нымме Калью» и национальной сборной Эстонии.

## Клубная карьера
Является воспитанником клуба «Пума» (эст. Puuma), на молодёжном уровне играл также за «Меркуур-Юниор», «Флору» (Раквере), «Уорриор» (Валга) на правах аренды. Одновременно начал выступать на взрослом уровне за клубы низших дивизионов «Арарат», «Тамме Авто2» также, на правах аренды, а с 2010 года за первый состав клуба «Пума» в первой лиге Эстонии.
С 19-летнего возраста играет за один из сильнейших клубов Эстонии — таллинскую «Левадию», в её составе неоднократно выигрывал медали чемпионата. В январе 2017 года перешёл в австрийский футбольный клуб «Хорн», а уже летом оказался в Словении в составе команды «Рудар».
21 июня 2018 года подписал двухгодичный контракт с клубом высшей лиги Румынии «Германштадт» из города Сибиу. До конца года имел хорошую игровую практику, но после смене главного тренера в конце года, стал редко попадать в основной состав. По окончании сезона в мае 2019 года по обоюдному согласию, контракт был рассторгнут. После чего, он подписал новый контракт с клубом из Армении.
С 20 июня 2019 года выступал в клубе Арарат-Армения, действующем чемпионе страны сезона 2018/19. Со своим клубом стал обладателем Суперкубка Армении 2019 года. В феврале 2021 года вернулся в «Левадию».

## Международная карьера
Имеет опыт выступлений за молодёжную сборную Эстонии.
Дебютировал в первой сборной Эстонии 8 ноября 2012 года в игре против сборной Омана. После некоторого перерыва вызван в сборную весной 2014 года и в том году принял участие во всех 14 матчах национальной команды. 17 октября 2015 года в матче против сборной Сент-Киттс-и-Невис забил свой первый гол за сборную Эстонии.

## Достижения
- Чемпион Эстонии (2): 2013, 2014, 2021
- Серебряный призёр чемпионата Эстонии (3): 2012, 2015, 2016
- Обладатель Кубка Эстонии (2): 2012, 2014, 2021
- Обладатель Суперкубка Эстонии (2): 2013, 2015, 2022

## Статистика выступлений

### В сборной
По состоянию на 22 декабря 2017 года
| Сборная         | Сезон | Матчи | Голы |
| --------------- | ----- | ----- | ---- |
| Сборная Эстонии |       |       |      |
| 2012            | 1     | 0     |      |
| 2014            | 14    | 0     |      |
| 2015            | 6     | 1     |      |
| 2016            | 9     | 0     |      |
| 2017            | 7     | 1     |      |
| Итого           | Итого | 37    | 2    |

| Голы Ильи Антонова за сборную Эстонии | Голы Ильи Антонова за сборную Эстонии | Голы Ильи Антонова за сборную Эстонии | Голы Ильи Антонова за сборную Эстонии | Голы Ильи Антонова за сборную Эстонии | Голы Ильи Антонова за сборную Эстонии |
| ------------------------------------- | ------------------------------------- | ------------------------------------- | ------------------------------------- | ------------------------------------- | ------------------------------------- |
| №                                     | Дата                                  | Соперник                              | Счёт                                  | Голы Антонова                         | Соревнование                          |
| 1                                     | 17 октября 2015                       | Сент-Китс и Невис                     | 3:0                                   | 1                                     | Товарищеский матч                     |
| 2                                     | 10 октября 2017                       | Босния и Герцеговина                  | 1:2                                   | 1                                     | квалификация к ЧМ-2018                |

## Семья
Женился 7 июля 2017 года на Татьяне. Дочка Дарина 06.07.2018.